# Методий Костурски
Методий (на гръцки: Μεθόδιος, Методиос) е православен духовник, костурски митрополит на Охридската архиепископия от средата на XVI век.

## Биография
Управлението на Методий в Костур е от 1544 година. В кондиката на Костурската митрополия първото му споменаване е през февруари 1544 година, а последното - на 3 март 1559 година. Името му фигурира в ктиторския надпис на „Свети Апостоли Елеуски“ от 1547 година. Митрополит Методий е споменат и в ктиторския надпис на „Света Богородица Елеуса“ от ζξ'=1551 година. На 14 януари 1556 година той подарява на манастира „Преображение Господне“ на Метеора кондика № 568, видно от акта за дарение, носещ неговото име и подпис. Последната година от неговото управление е 1564 година.